# Eurytoma siamense
Eurytoma siamense är en stekelart som beskrevs av Zerova 1995. Eurytoma siamense ingår i släktet Eurytoma och familjen kragglanssteklar.
Artens utbredningsområde är Thailand. Inga underarter finns listade i Catalogue of Life.